# Centre de Conferències del Parc Olímpic de Pequín
El Centre de Conferències del Parc Olímpic de Pequín és una instal·lació a Pequín (La Xina) utilitzada per celebrar fires de mostres, exhibicions, conferències i convencions, així com importants esdeveniments artístics, esportius o culturals.
Durant els Jocs Olímpics de 2008 servirà com centre de premsa, radiotransmissió i televisió. A les seves instal·lacions es condicionarà una sala on se celebraran les competicions d'esgrima i pentatló modern (esgrima i tret amb pistola).
Va ser construït per l'estudi d'arquitectes RMJM amb base a Londres.
Està ubicat al Parc Olímpic, districte de Chaoyang, al nord de la capital xinesa, a pocs metres al nord de l'Estadi Nacional de Pequín.